# Нік Картер (генерал)
Генерал сер Ніколас Патрік Картер (англ. Nicholas Patrick Carter; нар. 11 лютого 1959, Кенія) — старший офіцер Британської армії, Начальник Генерального штабу з 2014 до 2018 року. Голова комітету начальників штабів з червня 2018 до листопада 2021 року.

## Кар'єра
Картер служив командиром 2-го батальйону Royal Green Jackets, у ролі якого він був направлений до Боснії у 1998 році та Косова у 1999 році. Після служби в Афганістані він прийняв командування 20-ю бронетанковою бригадою в 2004 році і командував британськими військами в Басрі. Згодом він був призначений головнокомандувачем 6-ї дивізії, яка була направлена до Афганістану . Згодом він став генеральним директором Land Warfare. Після цього він став заступником командувача сухопутних військ, де був головним архітектором концепції «Армія — 2020». Після поїздки як заступник командувача Міжнародних сил сприяння безпеці у 2013 році він обійняв посаду командувача сухопутних військ. У 2014 році він став головою британської армії як начальник Генерального штабу, змінивши генерала сера Пітера Уолла. У 2018 році він змінив головного маршала авіації сера Стюарта Піча на посаді начальника Штаба оборони.

## Особисте життя
У 1984 році Картер одружився з Луїзою Енн Юарт; у них троє синів і одна дочка. Його інтереси включають гольф, крикет, польові види спорту та їзду на велосипеді.